# Чапша (посёлок)
Чапша — посёлок в Красногорском районе Алтайского края. Входит в состав муниципального образования сельское поселение Красногорский сельсовет.

## История
Основан в 1824 г. В 1926 году село Чепша состояло из 216 хозяйств. В национальном составе населения того периода преобладали русские. В административном отношении являлось центром Чепшского сельсовета Старо-Бардинского района Бийского округа Сибирского края.

## Население
| 1926 | 2002 | 2006 | 2007 | 2008 | 2009 | 2010 |
| ---- | ---- | ---- | ---- | ---- | ---- | ---- |
| 1027 | ↘12  | ↘9   | ↘4   | ↗9   | →9   | ↘0   |

Национальный состав
Согласно результатам переписи 2002 года, в национальной структуре населения русские составляли 84 %.